# Anton de Heyde

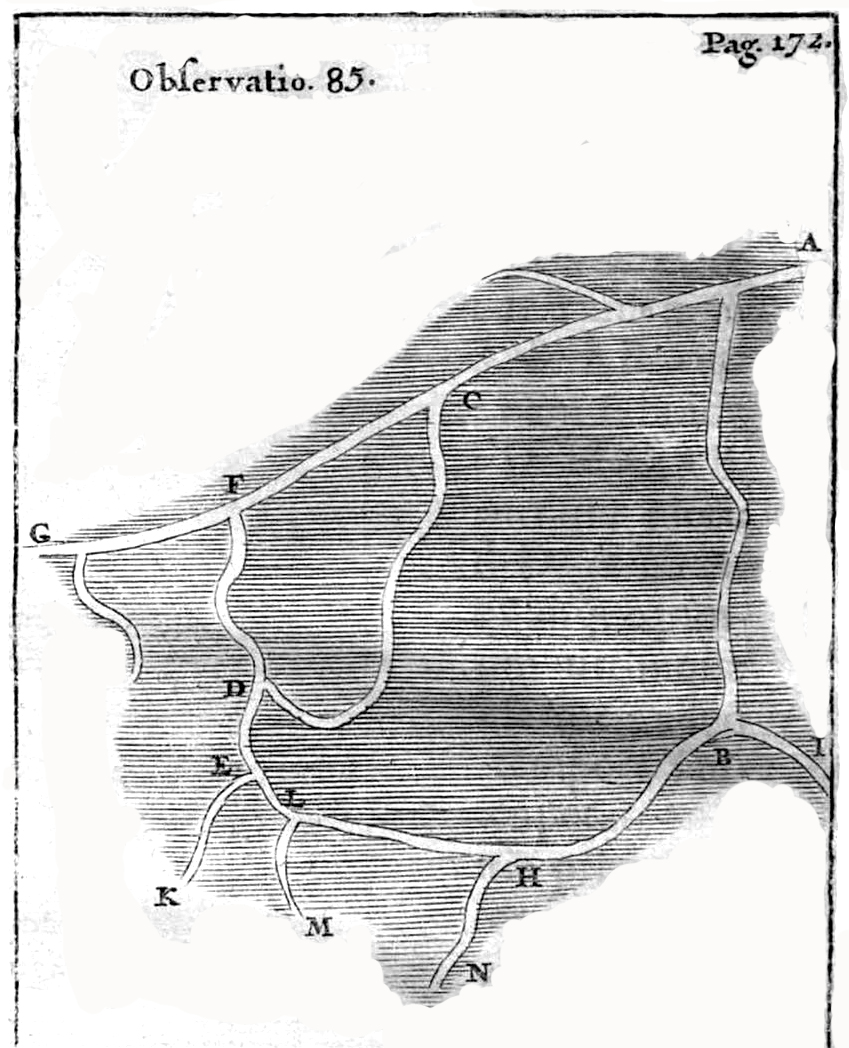
Skizze zum Versuch am Bauchfell des Frosches. De Heyde 1686, Observatio LXXXV

Anton de Heyde oder Antonius de Heide (Mitte des 17. Jh. in Middelburg) war ein niederländischer Arzt.

## Leben und Wirken
Über Anton de Heydes Leben ist nur so viel bekannt, dass er um die Mitte des 17. Jh. in Middelburg als Arzt praktizierte. In seinen nachgelassenen Werken widerlegte er die Aderlass-Thesen Lorenzo Bellinis durch Experimente, die er am Bauchfell von lebenden Fröschen durchgeführt hatte. De Heydes Untersuchungsergebnisse wurden 1754 durch Albrecht von Haller aufgrund der Ergebnisse eigener Experimente bestätigt.

## Werke
- Nieu ligt der Apotekers, Aanwijsende de onkennis ontrent de kragt der Genees-middelen, en verbeterende grove misslagen in’t voorschrijven en bereiden der Genees-middelen gemeenlijk begaan. Johannes Jansson, Amsterdam 1682 (Digitalisat)
- Anatome Mytuli, Belgicè Mossel, Structuram elegantem ejus motumque mirandum exponens. Nec non Centuria observationum medicarum. Jansson-Waesberg, Amsterdam 1683 (Digitalisat)

Darin: S. 172–174: Observatio LXXXV. Experimenta sanguinis circulationem spectantia. (Digitalisat)
- Experimenta circa sanguinis missionem, fibras motorices, urticam marinam &c. Accedunt … Observationes medicae, nec non Anatome Mytuli. Editio nova. Jansson-Waesberg, Amsterdam 1686 (Digitalisat) (Digitalisat)